# Get Heavy
Get Heavy é o álbum de estreia da banda Lordi, lançado a 27 de Janeiro de 2002.
Neste disco saíram dois singles, "Would You Love a Monsterman?" e "Devil is a Loser".

## Faixas
1. "Scarctic Circle Gathering" – 1:02
2. "Get Heavy" – 3:02
3. "Devil is a Loser" – 3:29
4. "Rock the Hell Outta You" – 3:09
5. "Would You Love a Monsterman?" – 3:02
6. "Icon Of Dominance" – 4:35
7. "Not the Nicest Guy" – 3:14
8. "Hellbender Turbulence" – 2:46
9. "Biomechanic Man" – 3:24
10. "Last Kiss Goodbye" – 3:08
11. "Dynamite Tonite" – 3:14
12. "Monster Monster" – 3:25
13. "13" – 1:06
14. "Don't Let My Mother Know" (Bónus na Versão Japonesa)
15. "Would You Love A Monsterman? (Radio Edit)" (Bónus na versão Japonesa)